# Associazione Calcio Nocerina 1974-1975
Questa pagina raccoglie le informazioni riguardanti l'Associazione Calcio Nocerina nelle competizioni ufficiali della stagione 1974-1975.

## Rosa
| N. |                   | Ruolo | Calciatore           |
| -- | ----------------- | ----- | -------------------- |
| -  | Italia (bandiera) | D     | Giuseppe Bastianoni  |
| -  | Italia (bandiera) | C     | Alfonso Bavota       |
| -  | Italia (bandiera) | A     | Dario Belloli        |
| -  | Italia (bandiera) | D     | Giovanni Cappelletti |
| -  | Italia (bandiera) | C     | Roberto Chiancone    |
| -  | Italia (bandiera) | C     | Siro D'Alessandro    |
| -  | Italia (bandiera) | A     | Antonio Devastato    |
| -  | Italia (bandiera) | C     | Alfredo Gabriellini  |
| -  | Italia (bandiera) | D     | Dino Gobbi           |
| -  | Italia (bandiera) | P     | Leopoldo Grimaldi    |

| N. |                   | Ruolo | Calciatore              |
| -- | ----------------- | ----- | ----------------------- |
| -  | Italia (bandiera) | D     | Stefano Marcucci        |
| -  | Italia (bandiera) | D     | Massimo Morgia          |
| -  | Italia (bandiera) | A     | Massimo Nobile          |
| -  | Italia (bandiera) | A     | Giuseppe Novelli        |
| -  | Italia (bandiera) | C     | Dante Portelli          |
| -  | Italia (bandiera) | C     | Salvatore Rampanti (II) |
| -  | Italia (bandiera) | P     | Giuseppe Ridolfi        |
| -  | Italia (bandiera) | C     | Giuseppe Scarpa         |
| -  | Italia (bandiera) | C     | Alfredo Spada           |
| -  | Italia (bandiera) | C     | Luciano Vescovi         |